# Петровський (Ленінськ-Кузнецький округ)
Петро́вський (рос. Петровский) — селище у складі Ленінськ-Кузнецького округу Кемеровської області, Росія.

## Населення
Населення — 103 особи (2010; 125 у 2002).
Національний склад (станом на 2002 рік):
- росіяни — 100 %